# Arrondissement de Sangalkam
Das Arrondissement de Sangalkam ist eines von den drei Arrondissements, in die das Département Rufisque als Teil der Metropolregion Dakar im Jahr 2021 gegliedert wurde. Das Arrondissement umfasst drei Communes (städtische Gemeinden). Die Präfektur des Arrondissements liegt in Sangalkam.

## Geografie
Das Arrondissement liegt an der Nordostgrenze der Hauptstadtregion, umfasst den Norden des Départements und hat eine Fläche von 173,50 km². Es liegt am Übergang vom Binnenland zur Cap-Vert-Halbinsel und hat Anteil an den fruchtbaren Feuchtgebieten der Niayes, aber auch an den Küstendünen entlang der Grande-Côte rund um den touristisch bedeutsamen Lac Rose.

## Bevölkerung

Arrondissements und städtische Gemeinden im Département Rufisque (orange)

Die letzte Volkszählung ergab für das Arrondissement folgende Einwohnerzahlen:
| Commune               | Fläche km² | Einwohner 2023 |
| Sangalkam             | 41,25      | 110.958        |
| Tivaouane Peulh-Niaga | 67,74      | 152.043        |
| Bambylor              | 64,51      | 61.100         |
| Arrondissement        | 173,50     | 324.101        |